# Aquafaba
Aquafaba (av latinets aqua, "vatten", och faba, "böna") är namnet på vätskan i vilken baljväxter såsom kikärtor, kikärtsspad, har kokats. Men det går även att använda spad från andra bönor. 
Aquafaba kan i vissa fall ersätta ägg   i bakning och matlagning. Det lämpar sig därför för personer som av etiska, religiösa eller kostrelaterade skäl inte kan eller vill äta ägg. 

## Användning
Aquafaba används framförallt för att ersätta den konsistensgivande egenskapen hos äggvitor. I marängrecept kombineras ofta kikärtsvätska, socker och någon form av syra (vinsyra, citronsaft eller vinäger). Kikärtsvattnet lämnar ingen smak i de färdiga marängerna. Generellt anses tre matskedar aquafaba motsvara ett ägg.
Karolina Tegelaar har skrivit en bok   om hur man bakar veganskt med aquafaba. 

## Ursprung
I december 2014 upptäckte fransmannen Joël Roessel att vätskan från konserverade baljväxter kunde skummas på samma sätt som vispad äggvita. Roessel delade med sig av sin upptäckt på bloggen Révolution Végétale och därifrån spreds upptäckten vidare på internet. Amerikanen Goose Wohlt tros vara den som myntat begreppet aquafaba.

## Sammansättning
Baljväxter består huvudsakligen av kolhydrater (stärkelse, sockerarter och fibrer), proteiner (albumin och globuliner) och vatten. När de kokas gelatineras stärkelsen i dem, vilket gör så att de lösliga delarna hos fröna löses upp i kokvattnet. Ju högre temperatur och tryck och ju längre koktid, desto mer material frigörs från bönorna till kokvattnet.